# Основні гірські породи

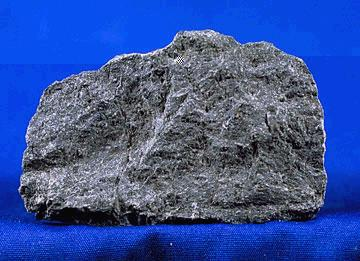
Базальт

Осно́вні гірські́ поро́ди — магматичні гірські породи, відносно бідні на кремнезем (до 55%) і багаті на кальцій та магній. Головні породотвірні мінерали основних гірських порід: осно́вні плагіоклази (близько 50%), моноклінні та ромбічні піроксени, магнетит, олівіни тощо. Вони поділяють на інтрузивні та ефузивні. Поширені в основному в літосфері Землі, Місяця, Венери, Марса. На Землі основні породи переважно поширені в океанічній корі, а на континентах базальти більш ніж в 5 раз перевищують за об'ємом всі інші магматичні гірські породи. Вони є похідними мантійних магм, склад яких є індикатором певного геодинамічного режиму: океанічні рифти — толеїтові базальти; гарячі точки — сублужні і лужні базальти; континентальні рифти — асоціація толеїтових і лужних базальтоїдів; острівні дуги і активні континентальні околиці — вапняковолужні базальти. З кожною серією основних гірських порід пов'язані специфічні корисні копалини (руди міді, нікелю, платини, рідкісних елементів), а самі вони використовуються у будівельній індустрії. На території України є на Донбасі, Закарпатті та в межах Українського щита.

## Інтернет-ресурси
- Основні гірські породи